# Република Македонија на Европском првенству у атлетици у дворани 2015.
Република Македонија је учествовала на 33. Европском првенству у дворани 2015 одржаном у Прагу, Чешка, од 5. до 8. марта. Ово је осмо Европско првенство у дворани од 1994. године од када Македонија учествује самостално под овим именом.
Репрезентацију Македоније представљало је двоје спортиста (1 мушкарац и 1 жена) који су се такмичили у 2 дисциплине (1 мушка и 1 женска).
Представници Македоније нису освојили ниједну медаљу, постигнут је само један најбољи лични резултат сезоне.

## Учесници
| Бр. | Дисциплина | Мушкарци     | Жене              | Укупно |
| --- | ---------- | ------------ | ----------------- | ------ |
| 1   | 60 м       | Ристе Пандев |                   | 1      |
| 2   | 400 м      |              | Христина Ристеска | 1      |
|     | Укупно (2) | 1            | 1                 | 2      |

## Резултати

### Мушкарци
| Атлетичар    | Дисциплина | Лични рекорд | Квалификације | Квалификације | Полуфинале           | Полуфинале           | Финале               | Финале        | Детаљи |
| Атлетичар    | Дисциплина | Лични рекорд | Резултат      | Место         | Резултат             | Место                | Резултат             | Место         | Детаљи |
| ------------ | ---------- | ------------ | ------------- | ------------- | -------------------- | -------------------- | -------------------- | ------------- | ------ |
| Ристе Пандев | 60 м       | 6,86 НР      | 6,91 ЛРС      | 7. у гр. 1    | Није се квалификовао | Није се квалификовао | Није се квалификовао | 28. / 30 (33) |        |

### Жене
| Атлетичарka       | Дисциплина | Лични рекорд | Квалификације | Квалификације | Полуфинале           | Полуфинале           | Финале               | Финале        | Детаљи |
| Атлетичарka       | Дисциплина | Лични рекорд | Резултат      | Место         | Резултат             | Место                | Резултат             | Место         | Детаљи |
| ----------------- | ---------- | ------------ | ------------- | ------------- | -------------------- | -------------------- | -------------------- | ------------- | ------ |
| Христина Ристеска | 400 м      | 57,86        | 57,95         | 6. у гр. 5    | Није се квалификовао | Није се квалификовао | Није се квалификовао | 28. / 30 (33) |        |